# کارل زالمان

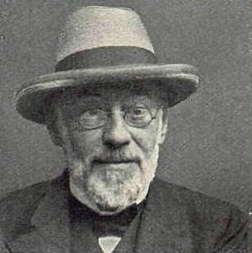
کارل زالمان

کارل گوستاو هرمان زالِمان (به روسی: Карл Германович Залеман‏) (زادهٔ ۲۸ دسامبر ۱۸۴۹ – درگذشتهٔ ۱۳ دسامبر ۱۹۱۶)، معروف به کارل زالمان، ایران‌شناس، پژوهشگر، و استاد دانشگاه اهل روسیه با تبارِ آلمانیِ بالتیک بود.
او متخصص تاریخ زبان فارسی و به‌ویژه زبان فارسی میانه بود. زالِمان، همراه با والنتین ژوکوفسکی، بنیان‌گذار مکتب خاورشناسیِ سن پترزبورگ بود. زالمان در دههٔ آغازینِ سدهٔ بیستم میلادی مجموعه‌ای از متن‌های مانوی به زبان پارتی را منتشر کرد. از او آثار متعددی در زمینهٔ مطالعات فارسی میانه، متون مانوی، زبان سُغدی، و نیز فارسی نو بر جای مانده‌است.
زالِمان دانشگاه دولتی سن پترزبورگ به تحصیل پرداخت و از سال ۱۸۹۵ مدیر موزهٔ آسیاییِ فرهنگستان علوم سن پترزبورگ بود. پایان‌نامهٔ کارشناسی ارشد او دربارهٔ فعل در زبان آسی بود، و بخشی از آن در سال ۱۸۷۴ انتشار یافت.
او در سال ۱۸۷۵ دستیار کتابدار دانشگاه شد و در سال ۱۸۷۹ به کتابداریِ آن دانشگاه ارتقا یافت. در سال ۱۸۷۶ شروع به فراگیری زبان‌های زبان اوستایی و پهلوی در دانشگاه کرد، و تا پایان عمرش به آموزش این زبان‌ها اشتغال داشت و بسیاری از ایرانیان روسی در کلاس‌های او حضور می‌یافتند. زالِمان در سال ۱۸۸۶ به عضویت در آکادمی سن پترزبورگ برگزیده شد و در سال ۱۸۸۹ عضو وابسته و در ۱۸۹۵ عضو پیوستهٔ آن آکادمی شد. در سال ۱۸۹۰، به‌عنوان مدیر موزهٔ آسیایی، به همراه دو تنِ دیگر، مسئولیتِ گردآوری نسخه‌های خطی را بر عهده گرفت.
زالِمان با فریدریش روزن در تنظیم فهرست نسخه‌های خطی فارسی و ترکی و تاتاری و عربی دانشگاه دولتی سن پترزبورگ همکاری داشت. او از سال ۱۸۹۰ مسئولیت بخشی از کتابخانهٔ آکادمی را بر عهده گرفت.
زالِمان چند کتاب دربارهٔ زبان پهلوی نوشت. از دیگر آثار او به این‌ها می‌توان اشاره کرد:
- دستور زبان فارسی، با همکاری والنتین ژوکوفسکی (۱۸۸۹)
- فهرست نسخه‌های خطی آسیایی که موزهٔ آسیایی در ۱۹۰۱–۱۹۱۰ جمع‌آوری کرده‌است (۱۹۱۱)
- تصحیح لغت شاهنامه، نوشتهٔ عبدالقادر بغدادی (پترزبورگ، ۱۸۹۵)
- یهود ایران برطبق نسخ خطی پترزبورگ (۱۸۹۷)

## فهرست آثار
عناوین اصلیِ برخی کتاب‌های کارل زالِمان عبارت‌اند از:
- Mittelpersische Studien. In: Bulletin de l’Académie Impériale des Sciences de St. -Pétersbourg. Bd. 31, April 1887, Sp. 418–450 (online).
- (mit Valentin Shukovski) Persische Grammatik mit Literatur, Chrestomathie und Glossar. H. Reuther, Berlin 1889. 4. , unveränderte Auflage: Harrassowitz, Leipzig 1947.
- Judaeo-persica nach St. -Petersburger Handschriften. I. Chudâidât. Ein jüdisch-bucharisches Gedicht.  (= Mémoires de l’Académie Impériale des Sciences de St. -Pétersbourg. Série 7, Bd. 42, Nr. 14). Glasunoff, St. Petersburg 1897.
- Manichaeische Studien. I. Die mittelpersischen Texte in revidierter Transcription, mit Glossar und grammatischen Bemerkungen (= Mémoires de l’Académie Impériale des Sciences de St. -Pétersbourg. Série 8, Bd. 8, Nr. 10). Kaiserliche Akademie der Wissenschaften, St. Petersburg 1908.